# Châtillon-la-Palud
Châtillon-la-Palud és un municipi francès situat al departament de l'Ain i a la regió d'Alvèrnia-Roine-Alps. L'any 2007 tenia 1.446 habitants.

## Demografia

### Població
El 2007 la població de fet de Châtillon-la-Palud era de 1.446 persones. Hi havia 524 famílies de les quals 109 eren unipersonals (64 homes vivint sols i 45 dones vivint soles), 150 parelles sense fills, 224 parelles amb fills i 41 famílies monoparentals amb fills.
La població ha evolucionat segons el següent gràfic:
Habitants censats

### Habitatges
El 2007 hi havia 645 habitatges, 544 eren l'habitatge principal de la família, 60 eren segones residències i 40 estaven desocupats. 618 eren cases i 25 eren apartaments. Dels 544 habitatges principals, 450 estaven ocupats pels seus propietaris, 88 estaven llogats i ocupats pels llogaters i 7 estaven cedits a títol gratuït; 1 tenia una cambra, 22 en tenien dues, 78 en tenien tres, 178 en tenien quatre i 266 en tenien cinc o més. 460 habitatges disposaven pel capbaix d'una plaça de pàrquing. A 187 habitatges hi havia un automòbil i a 324 n'hi havia dos o més.

### Piràmide de població
La piràmide de població per edats i sexe el 2009 era:
| Homes | Edats   | Dones |
| ----- | ------- | ----- |
| 0     | 95 o +  | 0     |
| 0     | 90 a 94 | 16    |
| 4     | 85 a 89 | 8     |
| 8     | 80 a 84 | 4     |
| 24    | 75 a 79 | 16    |
| 24    | 70 a 74 | 28    |
| 16    | 65 a 69 | 16    |
| 36    | 60 a 64 | 40    |
| 28    | 55 a 59 | 24    |
| 16    | 50 a 54 | 44    |
| 60    | 45 a 49 | 40    |
| 48    | 40 a 44 | 60    |
| 32    | 35 a 39 | 48    |
| 48    | 30 a 34 | 36    |
| 36    | 25 a 29 | 12    |
| 32    | 20 a 24 | 8     |
| 32    | 15 a 19 | 33    |
| 20    | 10 a 14 | 52    |
| 32    | 5 a 9   | 48    |
| 16    | 0 a 4   | 44    |

## Economia
El 2007 la població en edat de treballar era de 926 persones, 716 eren actives i 210 eren inactives. De les 716 persones actives 668 estaven ocupades (347 homes i 321 dones) i 48 estaven aturades (18 homes i 30 dones). De les 210 persones inactives 83 estaven jubilades, 81 estaven estudiant i 46 estaven classificades com a «altres inactius».

### Ingressos
El 2009 a Châtillon-la-Palud hi havia 588 unitats fiscals que integraven 1.544,5 persones, la mediana anual d'ingressos fiscals per persona era de 20.456 €.

### Activitats econòmiques
Dels 44 establiments que hi havia el 2007, 1 era d'una empresa extractiva, 2 d'empreses alimentàries, 1 d'una empresa de fabricació de material elèctric, 2 d'empreses de fabricació d'altres productes industrials, 9 d'empreses de construcció, 8 d'empreses de comerç i reparació d'automòbils, 4 d'empreses de transport, 4 d'empreses d'hostatgeria i restauració, 1 d'una empresa d'informació i comunicació, 1 d'una empresa immobiliària, 4 d'empreses de serveis, 4 d'entitats de l'administració pública i 3 d'empreses classificades com a «altres activitats de serveis».
Dels 15 establiments de servei als particulars que hi havia el 2009, 1 era una oficina de correu, 2 tallers de reparació d'automòbils i de material agrícola, 1 paleta, 2 guixaires pintors, 1 fusteria, 2 lampisteries, 2 electricistes, 1 perruqueria i 3 restaurants.
Dels 4 establiments comercials que hi havia el 2009, 1 era una gran superfície de material de bricolatge, 2 fleques i 1 una botiga de material de revestiment de parets i terra.
L'any 2000 a Châtillon-la-Palud hi havia 6 explotacions agrícoles.

## Equipaments sanitaris i escolars
El 2009 hi havia una escola elemental.

## Poblacions més properes
El següent diagrama mostra les poblacions més properes.